# 기계화학
기계화학은 충격 등의 기계적 방법으로 화학 반응을 일으키는 법이다.

## 역사
부싯돌을 이용한 발화법이나 나무 문질러 불 피우기등이 사례이다. 분쇄를 통해 화학 반응을 많이 일어나게 하는 법이 있었다.
현대에 들어서는 일반적으로 잘 일어나지 않는 화학 반응을 일으키기 위해 기계화학이 많이 쓰이고 있다.